# Fahlkehlschwalbe
Die Fahlkehlschwalbe (Hirundo aethiopica) ist eine Vogelart aus der Familie der Schwalben (Hirundinidae).

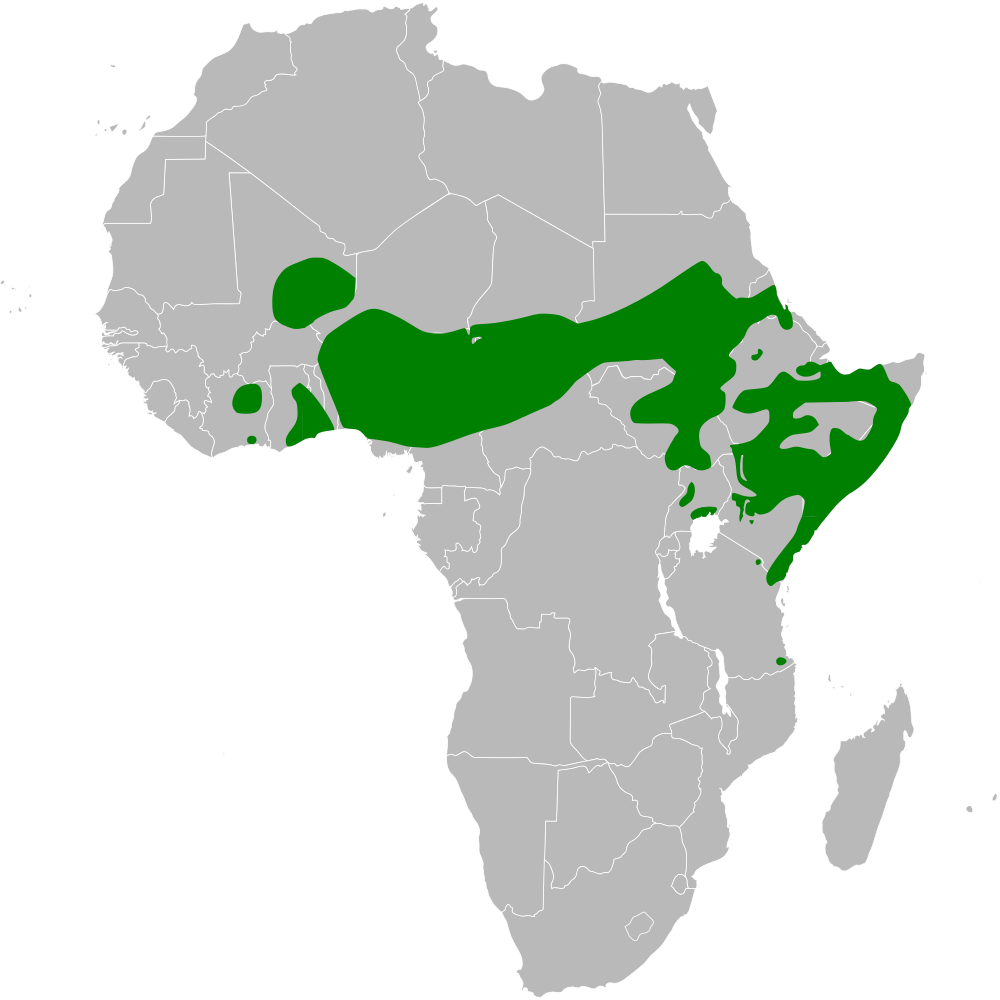
Vorkommen der Fahlkehlschwalbe

Der Vogel kommt in Subsahara-Afrika vor in Gambia, Senegal, Äthiopien, Kenia, Somalia und Tansania.
Der Lebensraum umfasst eine Vielzahl offener Flächen, trockene oder baumbestandene Savanne, Lichtungen, Küstenfelsen, auch Siedlungen und Städte bis 2700 m Höhe in Äthiopien.
Der Artzusatz bezieht sich auf Äthiopien.
Dieser Vogel ist weitgehend ein Standvogel, in einigen Gebieten auch Teilzieher, in Israel als Irrgast.

## Merkmale
Die Art ist etwa 13 cm groß und wiegt 10–17 g, eine mittelgroße Schwalbe ähnlich der Rauchschwalbe (Hirundo rustica), ist aber etwas kleiner. Die Stirn ist rotbraun bis kastanienbraun, Scheitel und Oberseite sind glänzend stahlblau, die Flügel sind schwarz, der tief gegabelte Schwanz ist bläulich-schwarz mit kleinen weißen Flecken mit Ausnahme der beiden innersten Federn. In gutem Licht sieht die Oberseite blau und die Unterseite sehr weiß aus. Die Kehle und obere Brust sind cremeweiß, das stahlblaue Brustband ist unterbrochen, die übrige Unterseite weiß oder weißlich. Die Geschlechter unterscheiden sich nicht, Jungvögel sind matter und brauner gefärbt. Juvenile Rauchschwalben haben ein durchgehendes braunes Brustband und sind rot-ockerfarben an Kehle und Brust.
Gegenüber der ähnlichen Rauchschwalbe mit auch kastanienbrauner Stirn unterscheidet die Art sich durch die weiße oder sehr helle gelbbraune Kehle und das unvollständige schwärzliche Brustband, der Schwanz ist kürzer. Von der Singschwalbe (Hirundo lucida) unterscheidet sie sich durch die blassere Kehle und Brust. Die Kehle ist nicht rot, sondern weiß oder blass gelblich, das blaue Brustband ist unterbrochen, die Steuerfedern sind ziemlich kurz. Im Sitzen von unten sieht sie weiß aus mit schmalem schwarzen Ring an den Brustseiten beginnend. Die Unterflügeldecken sind weißlich oder blass gelbbraun, bei der Rauchschwalbe sind sie dunkler und bei der Singschwalbe graubraun. Die Rotkappenschwalbe (Hirundo smithii) ist kleiner, schlanker und hat einen durchgehenden kastanienbraunen Scheitel sowie lange dünne Steuerfedern.

## Geografische Variation
Es werden folgende Unterarten anerkannt:
- H. a. aethiopica Blanford, 1869, Nominatform – Senegal und Gambia bis Westäthiopien, Südostkenia und Nordosttansania
- H. a. amadoni White, CMN, 1956, – Ostäthiopien, Somalia und Nordostkenia, weißer an Kehle und Brust

## Stimme
Der eher selten zu hörende Gesang wird als melodisches Zwitschern mit lieblichen Kadenzen und Trillern, die Rufe als harsch und nasal, als „cheep-cheep“, „chip“ und „cheut“ beschrieben.

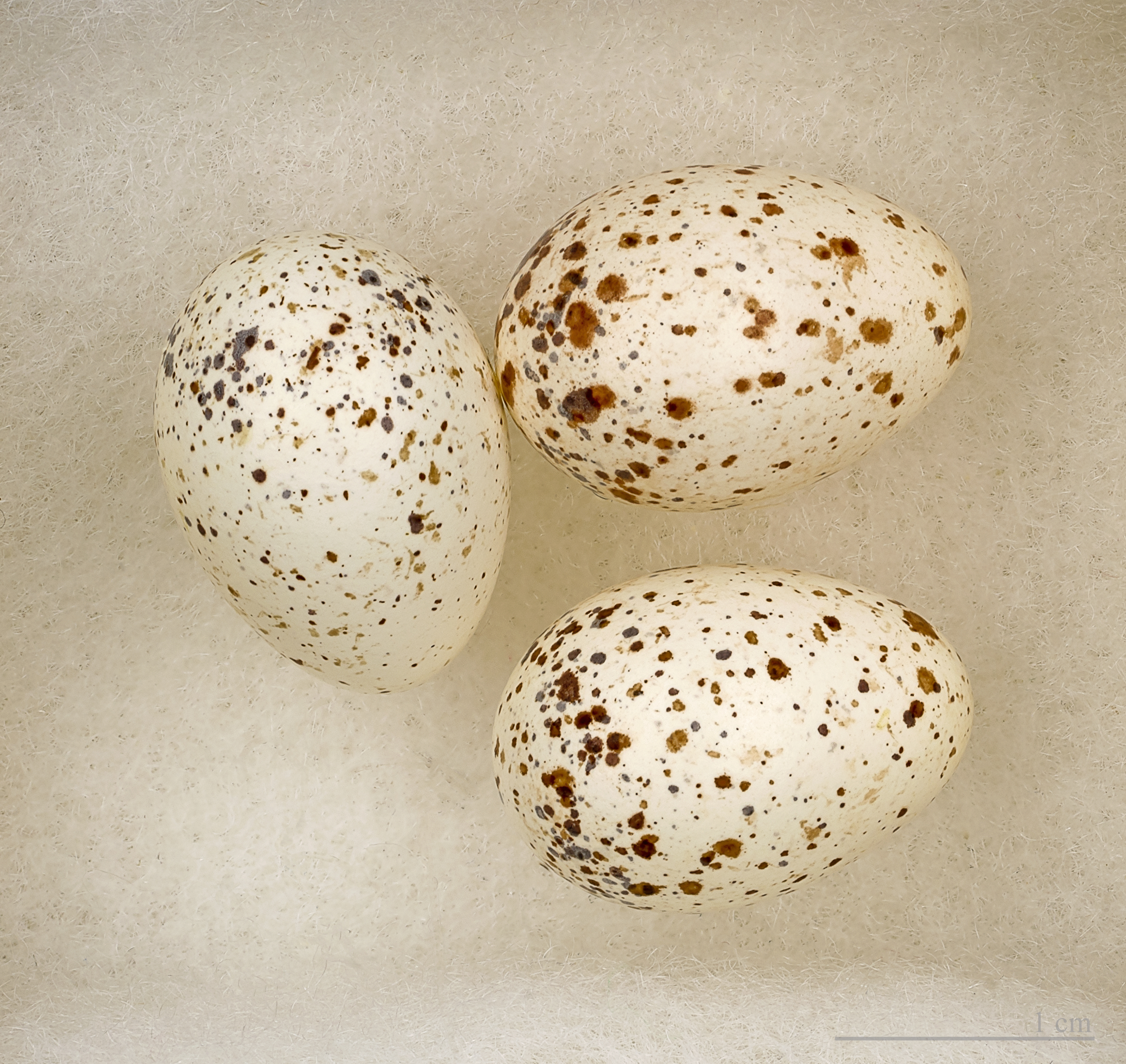
Hirundo aethiopica - Museum von Toulouse

## Lebensweise
Die Nahrung besteht hauptsächlich aus fliegenden Insekten, die paarweise oder in kleinen Gruppen, oft sehr dicht über dem Boden in schnellem Fluge gejagt werden. Ruhende Insekten werden auch von Wänden oder Mauern gegriffen.
Die Brutzeit liegt im März, zwischen Juli und Aug sowie Dezember und Januar in Senegambia, zwischen Dezember und Januar in Guinea, zwischen April und Juni in Ghana, im August in Benin und Niger, zwischen März und August in Nigeria, zwischen Juli und November im Tschad, zwischen März und Juli im Sudan, zwischen April und Oktober in Äthiopien und hauptsächlich zwischen März und Juni sowie im Dezember in Ostafrika. 2, eventuell 3 Bruten sind möglich. Gebrütet wird einzeln oder in lockeren Gruppen. Beide Elternvögel bauen das Nest über etwa 2 Wochen aus Lehm, mit trockenem Gras, Wurzeln, Haaren und Federn ausgelegt. Mitunter werden Nester anderer Schwalben oder von Seglern als Basis genutzt. Die Nester können wieder verwendet werden. Das Gelege besteht aus 2 bis 4 Eiern, die hauptsächlich vom Weibchen über etwa 14 Tage ausgebrütet werden. Die Küken werden von beiden Elternvögeln versorgt.

## Gefährdungssituation
Der Bestand gilt als „nicht gefährdet“ (Least Concern).